# Dennis Kamitz

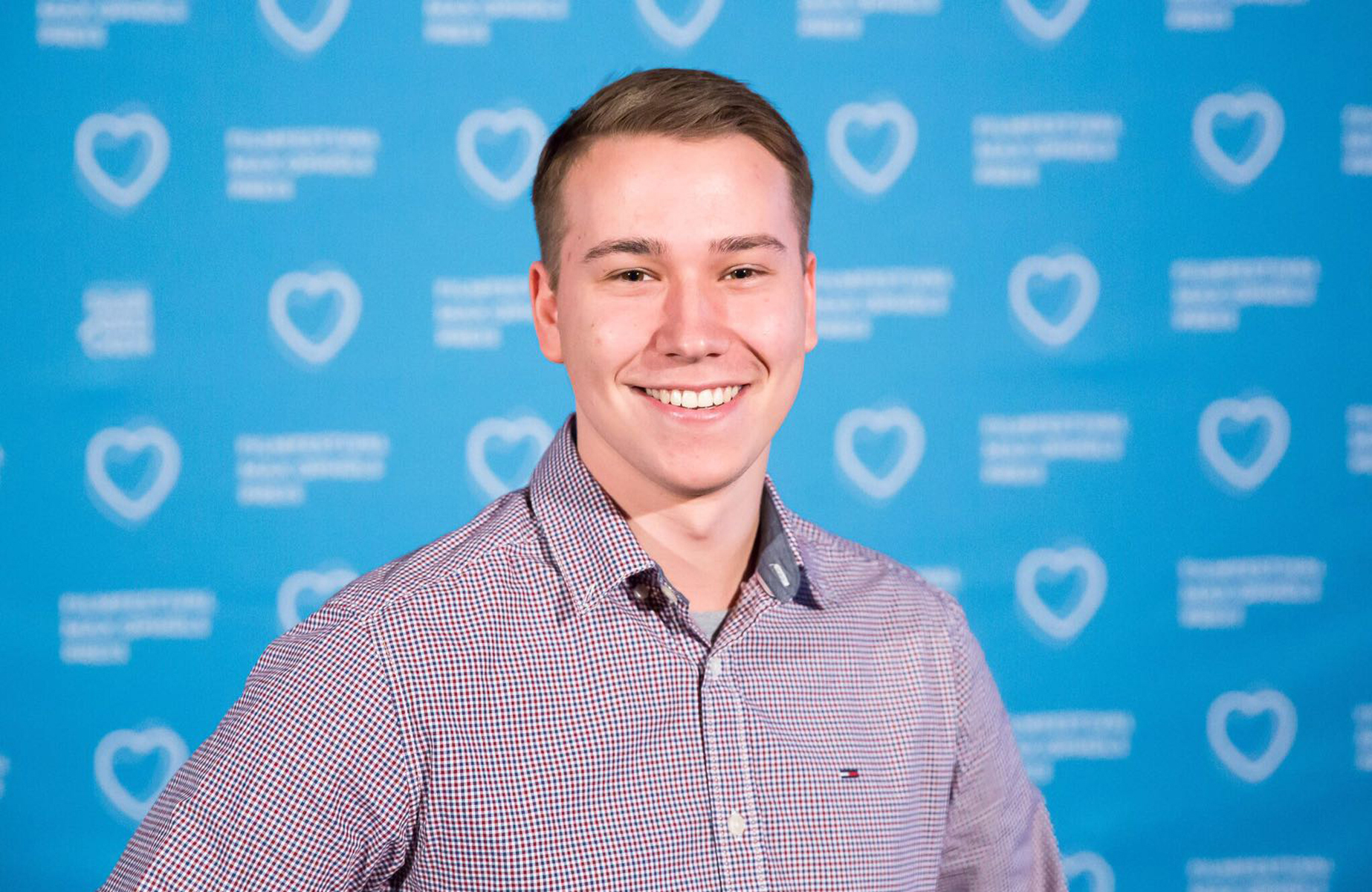
Dennis Kamitz auf dem Filmfestival Max Ophüls Preis Saarbrücken 2017

Dennis Kamitz (* 27. November 1995 in Berlin) ist ein deutscher Schauspieler.

## Werdegang
Seinen ersten Erfolg hatte Kamitz im Jahr 2011 mit dem Kurzfilm Crazy Dennis Tiger von Jan Soldat. Bei den 62. Internationalen Filmfestspielen Berlin wurde der Film  in der Kategorie Generation 14plus nominiert.
Von Sommer 2012 bis Dezember 2014 stand Kamitz bei der Schauspielagentur Impact unter Vertrag. Anfang 2013 übernahm er die Hauptrolle im Fernseh-Kurzfilm Diebe für Arte. Seine erste Hauptrolle erhielt er im Herbst 2013 im Film SIBYLLE.
Anfang des Jahres 2014 spielte Kamitz  eine Hauptrolle im Kurzfilm Eine wie Alaska der DFFB. Im März 2015 wurde der Film Diebe, mit Kamitz in einer der Hauptrollen, im Rahmen der Shortcutz Berlin – Awards als bester Film des Jahres 2014 ausgezeichnet. Kamitz war als bester Hauptdarsteller nominiert. Seit Sommer 2015 wird er von der Schauspielagentur underplay vertreten.

## Filmografie

### Film
- 2011: Crazy Dennis Tiger
- 2011: Nachtigall[4]
- 2012: Ricky – Normal war gestern[5]
- 2012: Der Weiße Hase[6]
- 2013: Sibylle
- 2019: Sag du es mir

### Fernsehen
- 2021: Ein starkes Team: Man lebt nur zweimal
- 2022: Doppelhaushälfte (Fernsehserie, 1 Folge)
- 2024: Der Kommissar und die Angst – ZDF

## Nominierungen und Auszeichnungen
- 2014: Shortcutz Berlin Award, Nominierung als Bester Hauptdarsteller im Film Diebe[7]